# Chemia leków

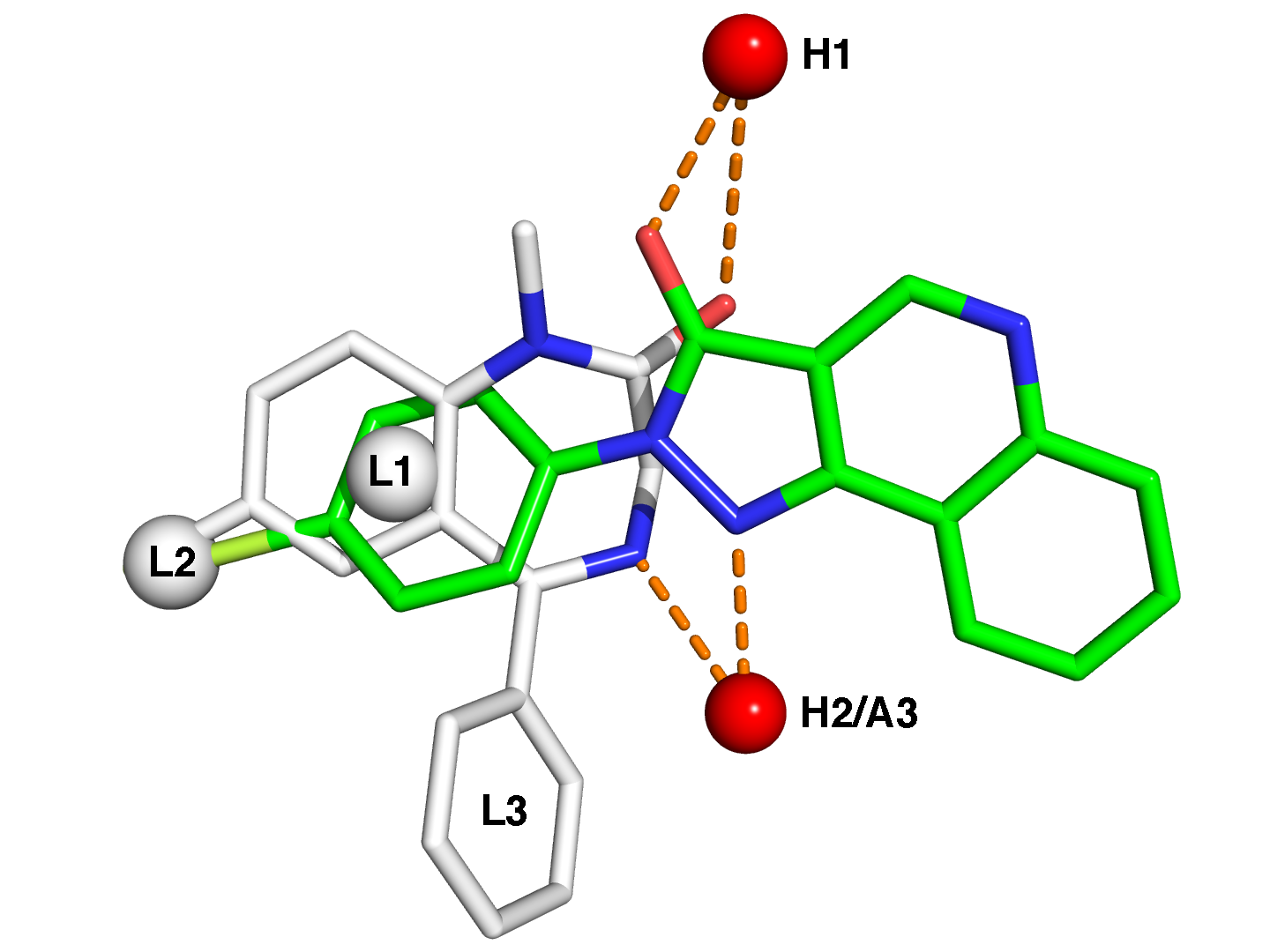
Model farmakoforu miejsca wiązania benzodiazepin na receptorze GABAA

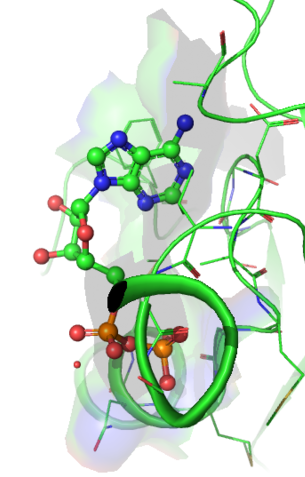
Mewastatyna w centrum katalitycznym reduktazy HMG-CoA

Molekularne mechanizmy działania farmaceutyków. Leki stają się efektywne m.in. dzięki wpływaniu na transdukcję sygnałów, metabolizm i potencjał czynnościowy

Chemia leków także chemia medyczna lub chemia farmaceutyczna – dyscyplina badawcza znajdującą się na pograniczu chemii i farmakologii. Głównym celem chemii medycznej jest projektowanie, synteza i badanie właściwości indywiduów chemicznych użytecznych w terapii, a także dopracowanie metod otrzymywania tych substancji w celu obniżenia kosztów produkcji. Cele te wiążą się też z badaniem już istniejących leków, zwłaszcza na poziomie ich oddziaływania z cząsteczką docelową. Jedną z głównych metod badawczych rozwiniętych w tym celu jest QSAR (ilościowa zależność pomiędzy strukturą a reaktywnością).
W Polsce dyscyplina ta stanowi przedmiot obowiązujący na studiach farmaceutycznych i jedną z podstawowych dyscyplin zawodowych farmaceutów. Tematyka badań koncentruje się na następujących zagadnieniach:
- budowa chemiczna substancji leczniczych
- ich właściwości fizykochemiczne i biologiczne
- metody otrzymywania, w szczególności syntezy chemicznej
- chemiczne aspekty oddziaływania leków na organizm
- ustalanie ilościowych współzależności między strukturą a bioaktywnością
- przemiany związków w warunkach in vitro, czyli trwałość leków
- trwałość leków in vivo, czyli metabolizm ksenobiotyku
- ocena chemiczna jakościowa i ilościowa

Chemia leków jest wysoce interdyscyplinarną dziedziną wykorzystującą osiągnięcia dyscyplin takich jak: chemia organiczna, biochemia, chemia fizyczna, chemia obliczeniowa, farmakologia, farmakognozja, fizjologia, mikrobiologia i statystyka.

## Rys historyczny
Chemia leków wywodzi się od chemii lekarskiej, zwanej jatrochemią, której podwaliny stworzyła alchemia. Twórcą jatrochemii był Paracelsus (1493–1541), który wprowadził do lecznictwa rtęć, siarkę i sól kuchenną. Jemu zawdzięczamy również hipotezę, że za działanie lecznicze roślin odpowiadają zawarte w nich związki chemiczne. Pierwszej izolacji jednorodnej chemicznie substancji leczniczej z surowca roślinnego dokonał Friedrich Sertürner. To wydarzenie przyjmuje się za początek rozwoju chemii leków.

## Najważniejsze czasopisma
- Future Medicinal Chemistry
- Chemmedchem (ChemMedChem current issue page)
- Journal of Medicinal Chemistry (table of contents)
- Current Medicinal Chemistry. bentham.org. [zarchiwizowane z tego adresu (2011-02-23)].
- European Journal of Medicinal Chemistry